# قند خون

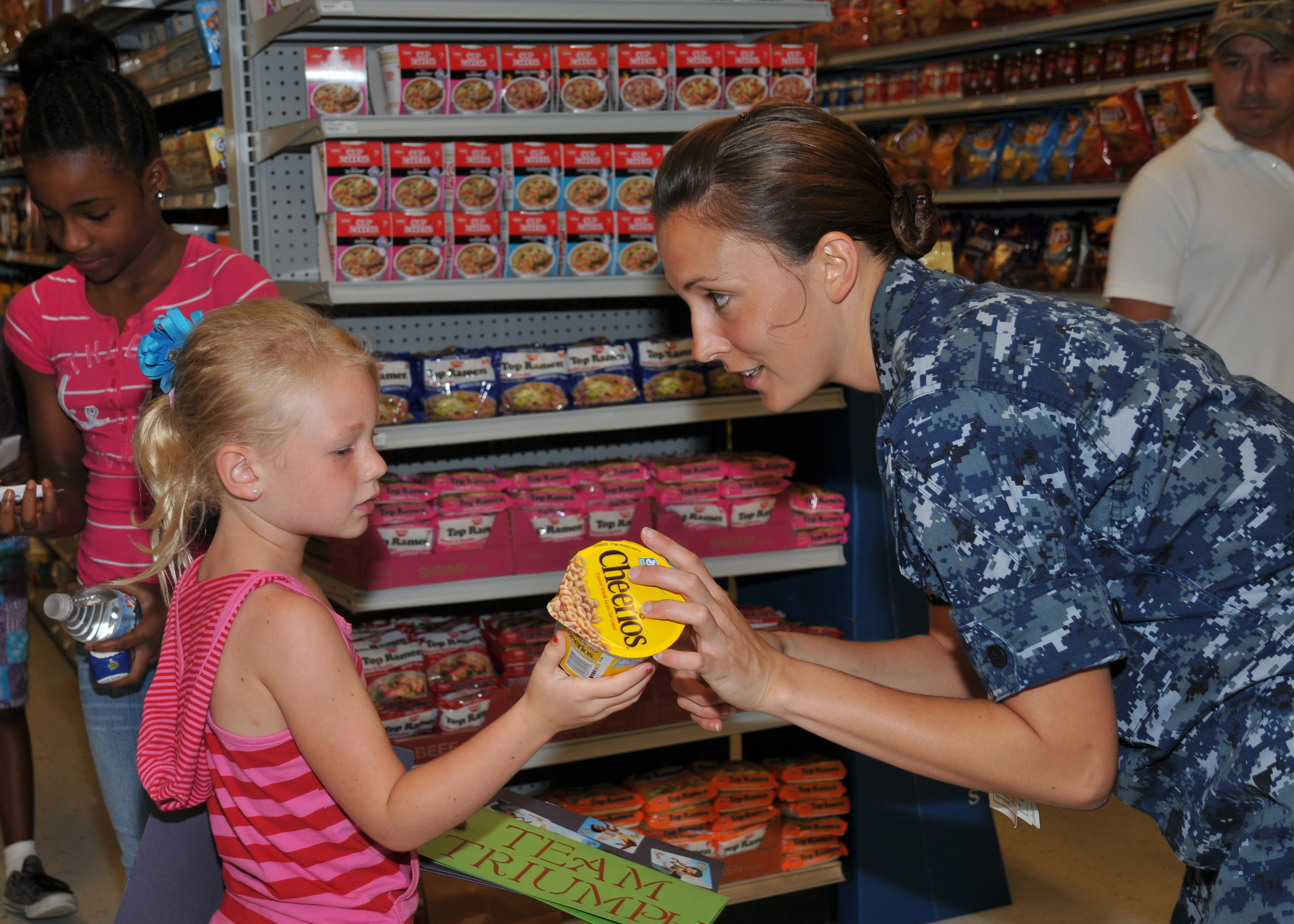
در افراد دیابتیک یک از ضرورت های درمانی چک کردن مرتب قند خون است

قند خون (به انگلیسی: Blood Glucose Level)، اندازه گلوکز موجود در خون انسان یا حیوان است. بدن انسان قادر است تا از طریق عمل هومئوستازی میزان قند خون را کنترل کند.

## یکا
یکای قند خون در استاندارد جهانی اندازه‌گیری، غلظت مولی است که به صورت میلی‌مول بر لیتر گزارش می‌شود و در ایالات متحده آمریکا با مقیاس جرمی که میلی‌گرم بر دسی لیتر است ارائه می‌گردد.

## میزان غیرطبیعی
کاهش قند خون از استاندارد متعارف (بسته به جنسیت و سن متفاوت است)، باعث بروز بیماری هیپوگلیسمی (هایپوگلیسمی) می‌گردد. افزایش قند خون از استاندارد متعارف نیز باعث بیماری هیپرگلیسمی (هایپرگلیسمی) می‌گردد که نوع حاد آن، دیابت نامیده می‌شود....
قند خون ناشتای طبیعی برای یک فرد طبیعی غیر دیابتی در حدود ۷۰ تا ۱۰۰ میلی‌گرم در دسی لیتر است. .(۳/۹ تا ۵/۵ میلی‌مول بر لیتر)
مقادیر قند خون مطلوب برای افراد مبتلا به دیابت به شرح زیر می‌باشد:
- قند خون ناشتا: ۷۰ تا ۱۳۰ میلی‌گرم در دسی لیتر (۳/۹ تا ۷/۲ میلی‌مول بر لیتر)
- قند خون پس از وعده غذایی: کمتر از ۱۸۰ میلی‌گرم در دسی لیتر (۱۰ میلی‌مول بر لیتر)
- قند خون ۲ ساعت پس از صرف غذا: کمتر از ۱۴۰ میلی‌گرم در دسی لیتر (۷/۸ میلی‌مول بر لیتر)
- قند خون ۲ ساعت بعد از صرف غذا در فرد عادی باید کمتر از ۱۲۰ میلی‌گرم در دسی لیتر (۶/۶ میلی‌مول بر لیتر) باشد، ولی هدف مطلوب در بیماران دیابتی این است که این قند خون به کمتر از ۱۴۰ میلی‌گرم در دسی لیتر برسد. (۷/۸ میلی‌مول بر لیتر)

مقادیر مطلوب مذکور ممکن است برای تمام افراد دیابتی مصداق نداشته باشد و ممکن است شرایط بالینی شما به گونه‌ای باشد که پزشک معالج محدودهٔ مطلوب قند خون را قدری متفاوت با مقادیر ذکر شده در نظر بگیرد؛ برای مثال افرادی که دچار افت قند خون ناآگاهانه می‌گردند ممکن است نیازمند یک قند خون بالاتر باشند.
در افراد دیابتی همان‌طور که میزان قند خون بالا می‌تواند مضر باشد، افت ناگهانی و مکرر قند خون نیز می‌تواند آثار نامطلوبی را به همراه داشته باشد؛ لذا در افرادی که با درمان مشخص افت مکرر قند خون را دارند، پزشک می‌تواند میزان قند خون بالاتری را در نظر بگیرد.
همان‌طور که ذکر شد افت قند خون یا هیپوگلیسمی یکی از عوارض بیماری دیابت است که در کنترل دیابت باید به آن توجه نمود. هیپوگلیسمی عبارت است از کاهش قند خون به کمتر از ۷۰ تا ۸۰ میلی‌گرم در دسی لیتر و علایم آن عبارتند از: افزایش ضربان قلب، سرگیجه، سنگینی سر، احساس گیجی و گنگی، لرزش، اضطراب، عرق کردن، خواب آلودگی، احساس ضعف و گرسنگی و اختلال در صحبت کردن.
ممکن است پزشک معالج بسته به شرایط بالینی یک محدودهٔ قند خون خاص را به عنوان قند خون مناسب در نظر گیرد؛ لذا باید توجه داشته باشید که کنترل قند خون به منظور پیشگیری از بروز عوارض نامطلوب دیابت می‌باشد و نباید نگاه وسواس گونه به آن داشت بلکه باید قند خون را با مشورت .پزشک متخصص، در یک محدوده مناسب حفظ کرد. همچنین می‌بایست از خطر افت قند خون مصون ماند. اگر سطح قند خون شما کمی از کنترل خارج شده باشد، ورزش راه خوبی برای کنترل آن است. 